# Rothmans International Series 1976
La stagione 1976 della Rothmans International Series  fu la prima della serie; iniziò il 2 febbraio e terminò il 29 febbraio. Le gare in programma erano quattro, ma l'ultima, da tenersi a Surfers Paradise venne cancellata. Fu vinta dal pilota australiano Vern Schuppan su una Lola T332-Chevrolet. La serie fu erede della Formula Tasman, che si corse fino all'anno precedente, basandosi sulle gare australiane del campionato. Le vetture impiegate nella serie erano di Formula 5000.

## La pre-stagione

### Calendario
Le gare per il campionato sono le quattro della parte australiana della defunta Formula Tasman.
| Gara | Nome                 | Circuito                       | Giri | Lunghezza         | Data        |
| ---- | -------------------- | ------------------------------ | ---- | ----------------- | ----------- |
| 1    | Oran Park 100        | Oran Park Raceway              | 62   | 62x2,61=161,82 km | 2 febbraio  |
| 2    | Adelaide 100         | Adelaide International Raceway | 67   | 67x2,41=161,5 km  | 9 febbraio  |
| 3    | Sandown Park Cup     | Circuito di Sandown            | 52   | 52x3,11=161,5 km  | 15 febbraio |
| 4    | Surfers Paradise 100 | Circuito di Surfers Paradise   | 50   | 50x3,21=160,5 km  | 29 febbraio |

- Tutte le gare sono disputate in Australia.

## Piloti e team
| Team                                                   | Telaio                    | Nr. | Pilota          | Gare  |
| ------------------------------------------------------ | ------------------------- | --- | --------------- | ----- |
| Ansett Team Elfin                                      | Elfin MR6-Repco Holden    | 1   | John McCormack  | Tutte |
| Ansett Team Elfin                                      | Elfin MR8C-Chevrolet      | 12  | Garrie Cooper   | Tutte |
| John Goss Racing P/L                                   | Matich A51 -Repco Holden  | 2   | John Goss       | Tutte |
| Richard Oaten Racing                                   | Lola T330-Chevrolet       | 3   | David Purley    | 1-2   |
| Southern Comfort Racing                                | Matich A50 -Repco Holden  | 4   | Jon Davison     | Tutte |
| Kevin Bartlett Shell Sport                             | Lola T400-Chevrolet       | 5   | Kevin Bartlett  | Tutte |
| Sharp Corp. of Australia                               | Lola T400-Chevrolet       | 6   | Max Stewart     | Tutte |
| Sharp Corp. of Australia                               | Lola T332-Chevrolet       | 15  | Terry Hook      | Tutte |
| Sharp Corp. of Australia                               | Lola T400-Chevrolet       | 16  | Paul Bernasconi | 1-3   |
| Sharp Corp. of Australia                               | Lola T400-Chevrolet       | 16  | David Purley    | 3-4   |
| Grace Bros Race Team                                   | Lola T400-Chevrolet       | 7   | John Leffler    | Tutte |
|                                                        | Lola T332-Chevrolet       | 8   | Geoff Brabham   | 1     |
| Anglo-American Racers                                  | March 73/772-Chevrolet    | 9   | John Cannon     | Tutte |
| John Martins Shell Sport Labrador Pharmacy Shell Sport | McLaren M18/M22-Chevrolet | 10  | Chris Milton    | Tutte |
| La Valise Racing                                       | Lola T330-Chevrolet       | 11  | Ken Smith       | Tutte |
| Graeme Lawrence Racing Singapore Airlines Wix Filters  | Lola T332-Chevrolet       | 14  | Graeme Lawrence | Tutte |
| Ian Adams Racing                                       | Lola T330-Chevrolet       | 18  | Ian Adams       | Tutte |
| Ken Shirvington Racing                                 | Lola T4000-Chevrolet      | 19  | Ken Shirvington | Tutte |
| Chris Trengove                                         | Elfin MR5-Ford            | 20  | Chris Trengove  | 1, 3  |
| C&C Auto's                                             | Gardos OR2-Repco Holden   | 21  | Keith Poole     | Tutte |
| Glen Nichols Westline Ford                             | Elfin MR5-Ford            | 22  | Glen Nichols    | Tutte |
| Stephen Fraser                                         | Cicada-Chevrolet          | 23  | Stephen Fraser  | 1-3   |
| Johnnie Walker Racing                                  | Lola T332-Repco Holden    | 25  | Johnnie Walker  | 1-3   |
| Roberston Racing                                       | Elfin MR5-Repco Holden    | 30  | Baron Robertson | Tutte |
| V.VI's Sunglasses                                      | McLaren M10B-Chevrolet    | 39  | Gil Cameron     | Tutte |
| Neil Neilson                                           | Matich A50 -Repco Holden  | 42  | Peter Roach     | 1-2   |
| Bruce Allison Racing                                   | Lola T332-Chevrolet       | 62  | Bruce Allison   | Tutte |
| Theodore Racing                                        | Lola T332-Chevrolet       | 64  | Vern Schuppan   | Tutte |
| John Edmonds                                           | Elfin MR5B-Repco Holden   | 68  | John Edmonds    | Tutte |

## Risultati e classifiche

### Gare
| Gara | Circuito         | Tempo | Velocità | Pole Position  | GPV                      | Vincitore                | Vettura                  |
| ---- | ---------------- | ----- | -------- | -------------- | ------------------------ | ------------------------ | ------------------------ |
| 1    | Oran Park        |       |          | Bruce Allison  |                          | Vern Schuppan            | Lola-Chevrolet           |
| 2    | Adelaide         |       |          | Ken Smith      |                          | Ken Smith                | Lola-Chevrolet           |
| 3    | Sandown          |       |          | Johnnie Walker |                          | John Cannon              | March-Chevrolet          |
|      | Surfers Paradise |       |          | Bruce Allison  | Cancellata dopo le prove | Cancellata dopo le prove | Cancellata dopo le prove |

### Classifica piloti
Al vincitore vanno 9 punti, 6 al secondo, 4 al terzo, 3 al quarto, 2 al quinto e 1 al sesto. Non vi sono scarti.
| Punti | 9 | 6 | 4 | 3 | 2 | 1 |

| Pos | Pilota          | ORA | ADE | SAN | SUR | Pts   |
| --- | --------------- | --- | --- | --- | --- | ----- |
| 1   | Vern Schuppan   | 1   | 2   | 2   | C   | 21    |
| 2   | Ken Smith       | 3   | 1   | 4   | C   | 16    |
| 3   | John Cannon     | Rit | 13  | 1   | C   | 9     |
| 4   | Kevin Bartlett  | 2   | 5   | Rit | C   | 8     |
| 5   | John Goss       | 5   | Rit | 3   | C   | 6     |
| 6   | John Leffler    | Rit | 3   | Rit | C   | 4     |
| 7   | Terry Hook      | 4   | Rit | Rit | C   | 3     |
| =   | Chris Milton    | NA  | 4   | NA  | C   | 3     |
| 9   | Jon Davison     | Rit | 11  | 5   | C   | 2     |
| 10  | David Purley    | 6   | Rit | Rit | C   | 1     |
| =   | John McCormack  | 7   | 6   | NPR | C   | 1     |
| =   | Gil Cameron     | Rit | 12  | 6   | C   | 0     |
| 13  | Keith Poole     | NA  | 7   | Rit | C   | 0     |
| =   | Stephen Fraser  | NA  | NP  | 7   |     | 0     |
| 15  | Graeme Lawrence | Rit | 8   | Rit | C   | 0     |
| 16  | Johnnie Walker  | NA  | 9   | Rit |     | 0     |
| 17  | Ken Shirvington | Rit | 10  | NP  | C   | 0     |
|     | Bruce Allison   | Rit | NA  | Rit | C   | -     |
|     | Baron Robertson | Rit | NP  | NP  | NPR | -     |
|     | Max Stewart     | NA  | Rit | NP  | NA  | -     |
|     | Garrie Cooper   | NA  | NA  | Rit | NA  | -     |
|     | John Edmonds    | NA  | NA  | Rit | NPR | -     |
|     | Paul Bernasconi | NA  | NP  | NA  |     | -     |
|     | Ian Adams       | NPR | NA  | NA  | NA  | -     |
|     | Glen Nichols    | NPR | NA  | NPR | NA  | -     |
|     | Peter Roach     | NA  | NPR |     |     | -     |
|     | Geoff Brabham   | NA  |     |     |     | -     |
|     | Colin Trengove  | NA  |     | NA  |     | -     |
| Pos | Pilota          | ORA | ADE | SAN | SUR | Punti |

| Colore  | Risultati                                                         |
| ------- | ----------------------------------------------------------------- |
| Oro     | Vincitore                                                         |
| Argento | 2º posto                                                          |
| Bronzo  | 3º posto                                                          |
| Verde   | Finita, a punti                                                   |
| Blu     | Finita, senza punti Finita, non classificato (NC)                 |
| Viola   | Non finita (Rit)                                                  |
| Rosso   | Non qualificato (NQ) Non pre-qualificato (NPQ)                    |
| Nero    | Squalificato (SQ)                                                 |
| Bianco  | Non partito (NP)                                                  |
| Celeste | Disputa solo le prove (SP)                                        |
| Celeste | Iscritto alle prove libere - Terzo pilota (TP) - dal 2003 al 2006 |
| Vuoto   | Non prende parte alle prove (NPR)                                 |
| Vuoto   | Iscritto ma non presente, non arrivato (NA)                       |
| Vuoto   | Ritirato prima dell'evento (WD)                                   |
| Vuoto   | Infortunato (INF)                                                 |
| Vuoto   | Escluso (ES)                                                      |
| Vuoto   | Gara cancellata (C)                                               |